# Douglass North
Douglass Cecil North (Cambridge, Estados Unidos, 5 de noviembre de 1920 - Benzonia, 23 de noviembre de 2015) fue un economista e historiador estadounidense.
Fue laureado con el Premio del Banco de Suecia en Ciencias Económicas en memoria de Alfred Nobel en 1993 junto a Robert Fogel por su renovación de la investigación en historia económica, a partir de la aplicación de técnicas cuantitativas para explicar los cambios económicos e institucionales.
Ambos hombres fueron pioneros en la aplicación de las matemáticas modernas para el estudio de la historia, un campo conocido como la Nueva Historia Económica, también llamada “Cliometría” en honor a Clío, la musa de la historia. El catedrático se enfocó en el rol de las instituciones (las normas y convenciones de una sociedad, como las leyes, derechos de propiedad, los seguros, la política y las costumbres) en el largo plazo del desarrollo económico.

## Carrera
Douglass C. North estudió su grado de licenciado (B.A.) en la Universidad de California en Berkeley, de donde se graduó en 1942 con triple major en ciencia política, filosofía y economía. Luego obtuvo ahí mismo su doctorado (Ph.D.) en economía en el año de 1952 con una tesis sobre la historia de los seguros de vida en Estados Unidos bajo la tutela de Melvin Moses Knight.
Comenzó sus investigaciones en la Universidad de Washington en Seattle, donde fue contratado en el otoño de 1950. En 1960 North se convirtió en coeditor del The Journal of Economic History, popularizando la Cliometría (Nueva Historia Económica). Luego trabajó en la Oficina Nacional de Investigación Económica (NBER, por sus siglas en inglés) y, más tarde, fue profesor en la Universidad de Washington en San Luis, esto último a partir de 1983 bajo el nombramiento de  Henry R. Luce, Profesor de Derecho y la Libertad en el Departamento de Economía, y que se desempeñó como director del Centro de Economía Política desde 1984 hasta 1990.
North ocupó cargo de Pitt Professorship of American History and Institutions en la Universidad de Cambridge en 1981. En 1991, se convirtió en el primer historiador de la economía para ganar el Premio R. Commons John, el cual fue establecido por la Sociedad Internacional de Honor de Economía en 1965. Posteriormente, en 1993 le fue concedido, junto con Robert Fogel, el Premio del Banco de Suecia en Ciencias Económicas en memoria de Alfred Nobel.
North ha servido como un experto para el Consenso de Copenhague y como asesor de varios gobiernos del mundo. En sus últimos años se dedicó a la investigación (con John J. Wallis de la Universidad de Maryland, College Park; y Barry Weingast de la Universidad de Stanford) sobre cómo los países emergen de lo que ellos llaman "el estado natural" y en el crecimiento económico a largo plazo. Fue miembro del consejo de los economistas por la Paz y la Seguridad y asesor especial de la organización sin fines de lucro Vipani.

## Pensamiento

### Instituciones
North pensó que los cambios institucionales son más relevantes que los tecnológicos para explicar el desarrollo económico. Factores, políticos, sociales y económicos inciden sobre las instituciones y los grupos sociales; son aquellos grupos que ocupan posiciones sociales dominantes los que, si detectan que las instituciones no responden a sus intereses, fuerzan los cambios.
Contrastó y confirmó esta hipótesis con casos de historia contemporánea estadounidense y de la historia europea desde la Edad Media hasta la Revolución Industrial. Las instituciones proporcionan una infraestructura que sirven a los seres humanos para crear orden y reducir la incertidumbre. Su principal obra es Estructura y cambio en la historia económica (1981).
El artículo de Douglass North de 1991 resume gran parte de su investigación anterior relacionada con el cambio económico e institucional. En este documento, North define las instituciones como "restricciones ideadas por el hombre que estructuran interacciones políticas, económicas y sociales". Las restricciones, como North describe, se conciben como reglas formales (constituciones, leyes, derechos de propiedad) y restricciones informales (sanciones, tabúes, costumbres, tradiciones, códigos de conducta) que generalmente contribuyen a la perpetuación del orden y la seguridad dentro de un mercado o sociedad. El grado en que son efectivos está sujeto a diversas circunstancias, como la fuerza coercitiva limitada del gobierno, la falta de un estado organizado o la presencia de un fuerte precepto religioso.
La sección 2 del documento de North de 1991 describe el desarrollo económico de las sociedades como si ocurriera en etapas:
North comienza con intercambio local dentro del pueblo. En este contexto, la especialización "es rudimentaria y la autosuficiencia caracteriza a la mayoría de los hogares", con el comercio a pequeña escala en las densas redes sociales de restricciones informales que facilitan el intercambio local y un costo de transacción relativamente bajo. En esta red muy unida, "las personas tienen una comprensión íntima del otro, y la amenaza de la violencia es una fuerza continua para preservar el orden ..."
Con el crecimiento, el mercado se extiende más allá del pueblo a regiones más grandes e interconectadas. A medida que los participantes de una transacción se vuelven más distantes socialmente, los términos de intercambio deben hacerse más explícitos. Este aumento en los costos de transacción requiere instituciones que reduzcan los riesgos de ser engañados, ya sea al elevar "los beneficios de las soluciones cooperativas o los costos de la deserción".
Como el comercio a larga distancia se vuelve más factible, generalmente a través de caravanas o largos viajes en barco, individuos y grupos experimentan una especialización ocupacional y geográfica. La sociedad también experimenta un aumento de los centros comerciales formales (lugares de reunión temporales, ciudades o pueblos). Del desarrollo del comercio a larga distancia surgen dos problemas de costos transaccionales.
El primer problema de costo transaccional es que la transferencia de los bienes o servicios fuera del control de la regla local deja las reglas de intercambio indefinidas, el riesgo de comercio desleal es alto y los contratos dentro de la sociedad no se cumplen. Por esta razón, los comerciantes sedentarios a menudo enviarían a sus parientes con el producto para garantizar su llegada segura y el cumplimiento de los términos de intercambio acordados por la parte receptora.
El segundo problema de costo transaccional es la ejecución de los contratos. Históricamente, este problema se encontró con las fuerzas armadas protegiendo barcos o caravanas, o el uso de peajes por parte de grupos coercitivos locales. Sin embargo, en las sociedades modernas, las instituciones que actúan cooperativamente en interés del mercado libre ofrecen protección para los bienes y la ejecución de los contratos. La negociación y la aplicación en partes extranjeras del mundo requieren el desarrollo de un sistema estandarizado de pesos y medidas.
A medida que el desarrollo continúa, el aumento de los mercados de capitales (y la protección de los derechos de propiedad asociados) crea capital social y permite a los ciudadanos obtener riqueza. La tecnología juega un papel fundamental en el desarrollo continuo de los sectores manufactureros y actúa para reducir los costos de transacción de varias maneras. Los beneficios más importantes generalmente son el resultado de mejoras en el transporte.
Finalmente, la sociedad se vuelve abrumadoramente urbana. Esta etapa final de la especialización de desarrollo requiere porcentajes crecientes de los recursos de la sociedad para ser activos en el mercado, de modo que el sector de transacciones se convierta en una gran parte del producto nacional bruto. Formas altamente especializadas de organizaciones de transacciones surgen en esta etapa. La especialización y división del trabajo globalizadas exigen que las instituciones garanticen los derechos de propiedad incluso cuando comercian en países vecinos, permitiendo que los mercados de capitales se desarrollen "con un compromiso creíble por parte de los actores".
North enumera tres tipos primitivos de intercambio:
- La sociedad tribal "depende de una red social densa" (Colson 1974, p 59)
- Los bazares "altos costos de medición, el esfuerzo continuo en la clientela, la negociación intensiva en todos los márgenes"
- El comercio de caravanas a larga distancia ilustra las restricciones informales que hicieron posible el comercio en un mundo donde la protección era esencial y no existía un estado organizado.[6]

Se encuentra que los tres métodos anteriores son mucho menos propensos a evolucionar que las grandes sociedades urbanas.
El artículo de North concluye con algunas preguntas intrigantes que tuvo como objetivo abordar:
- ¿Qué tienen las limitaciones informales que les otorgan una influencia tan generalizada sobre el carácter a largo plazo de las economías?
- ¿Cuál es la relación entre las restricciones formales e informales?
- ¿Cómo desarrolla una economía las restricciones informales que hacen que las personas restrinjan su comportamiento para que hagan que los sistemas políticos y judiciales sean fuerzas efectivas para el cumplimiento de terceros?

### Costes de transacción, instituciones y actividad económica
En un documento de 1992, North argumenta que la teoría económica neoclásica ignora las instituciones requeridas para crear mercados eficientes con bajos costos de monitoreo y transacción. Desarrolla un marco para explicar cómo las instituciones cambian y se vuelven más eficientes a lo largo del tiempo.
North teoriza que todos los costos de transacción están enraizados en las asimetrías de información entre las partes en un intercambio. Por lo tanto, cada persona debe gastar recursos para determinar las cualidades del bien que está comprando y hacer cumplir los términos del intercambio. Debido a que estos costos representan una barrera tan grande para el crecimiento económico, una función central de las instituciones políticas y económicas es controlarlos, a menudo desincentivando el fraude, el robo y otros comportamientos socialmente perjudiciales. Sin embargo, quienes dirigen el sistema político estructurarán estas instituciones para maximizar su beneficio personal, en lugar del beneficio social, de modo que las instituciones existentes no siempre minimizarán los costos de transacción.
Es importante destacar que para North, los individuos y las organizaciones toman sus decisiones sobre la base de ideologías imperfectas, que son "modelos mentales" de cómo funciona el mundo. Por lo tanto, los políticos que crean instituciones, a pesar de sus mejores esfuerzos, de vez en cuando no logran maximizar su ganancia personal. Cuando esto sucede, los empresarios que creen que los cambios institucionales los beneficiarán significativamente entrarán en el ámbito político para efectuar este cambio. El resultado es un cambio institucional gradual, impulsado por individuos egoístas.
North argumenta que este cambio generalmente será lento por dos razones. En primer lugar, los poderosos actores que controlan los sistemas políticos hicieron las instituciones para su beneficio y, por lo tanto, se mostrarán reacios a cambiarlas, lo que resulta en una dependencia de su trayectoria. En segundo lugar, las instituciones informales -como las costumbres sociales y las prácticas culturales- son, por su naturaleza, lentas en el cambio y, sin embargo, juegan un papel en la determinación de los costos de transacción.
North continúa aplicando este marco para analizar algunos ejemplos históricos, incluyendo la Revolución Verde, la Revolución Americana y la España imperial, así como para ofrecer algunas recomendaciones de política general.

### La violencia y el aumento de los órdenes de acceso abierto
En Violence and the Rise of Open-Access Orders, North, Wallis y Weingast integran una teoría de la política con una teoría de la economía para explicar las instituciones, es decir, las reglas que rigen el comportamiento, que se desarrollan en las sociedades humanas. En su opinión, la tarea principal de cualquier conjunto de instituciones es limitar la violencia entre las personas. Se enfocan en dos conjuntos de instituciones, que llaman órdenes sociales, que cumplen esta tarea, pero que también tienen diferentes efectos en el crecimiento económico.
El primer conjunto de instituciones se denominan "órdenes de acceso limitado" y se caracterizan por el control de la élite de los sistemas políticos y económicos para extraer rentas. La violencia es limitada porque los actores más poderosos mantienen la ley y el orden para proteger sus rentas. Sin embargo, sus medios para mantener la ley y el orden requieren el apoyo de monopolios económicos y políticos, que obstaculizan el crecimiento económico.
El segundo conjunto de instituciones que North y sus colegas proponen se llaman "órdenes de acceso abierto" y limitan la violencia a través de un ejército controlado políticamente. Estas sociedades permiten a cualquiera que cumpla con ciertos criterios impersonales formar organizaciones políticas y económicas, lo que resulta en un Proceso Schumpeteriano de "Destrucción Creativa". El ejército limita la violencia social, y los actores políticos que controlan este ejército se ven constreñidos por la constante competencia política. y el poder económico que conlleva este proceso de destrucción creativa. A diferencia de los órdenes de acceso limitado, los órdenes de acceso abierto estimulan el crecimiento económico ya que las soluciones a los desafíos económicos y políticos pueden provenir de cualquier individuo en la sociedad, en lugar de unos pocos elegidos.
North et al. argumentan que los órdenes modernos de acceso abierto surgieron de órdenes de acceso limitado a través de un proceso de dos pasos: primero, la aplicación de leyes impersonales a las élites y la consolidación del poder militar, y segundo, la extensión de los privilegios de élite al resto de la sociedad. Aplican esta teoría para explicar la legitimidad de las elecciones en diferentes sociedades y para explicar por qué el crecimiento económico es más consistente en los órdenes modernos de acceso abierto que en los órdenes de acceso limitado.

## Agenda de investigación
Junto con Ronald Coase y Oliver Williamson,  ayudó a fundar la Sociedad Internacional para la Nueva Economía Institucional, que celebró su primera reunión en St. Louis en 1997. Su investigación incluyó los derechos de propiedad, los costos de transacción, y la organización económica de la historia, así como el desarrollo económico en los países en desarrollo.

## Obras principales
Entre sus obras destacadas están:
- Institutional Change and American Economic Growth, Cambridge University Press, 1971 (con Lance Davis).
- The Rise of the Western World: A New Economic History, 1973 (con Robert Thomas).
- Growth and Welfare in the American Past, Prentice-Hall, 1974.
- Structure and Change in Economic History, Norton, 1981.
- Institutions, Institutional Change and Economic Performance, Cambridge University Press, 1990.
- Empirical Studies in Institutional Change, Cambridge University Press, 1996 (editado con Lee Alston & Thrainn Eggertsson).
- Understanding the Process of Economic Change, Princeton University Press, 2004.